# 静岡県小学校一覧
| 総数                         | 495校・5分校     |
| 国立                         | 2校              |
| 公立                         | 488校・5分校     |
| 私立                         | 5校              |
| 教育委員会所在地             | 〒420-8601       |
| 静岡県静岡市葵区追手町9番6号 |                  |
| 公式サイト                   | 静岡県教育委員会 |

静岡県小学校一覧（しずおかけんしょうがっこういちらん）は、静岡県の小学校の一覧。

## 国立小学校
- 静岡大学教育学部附属静岡小学校
- 静岡大学教育学部附属浜松小学校

## 公立小学校

### 静岡市
2022年度を目途に小中学校をすべて小中一貫校に再編する予定。

#### 葵区
- 静岡市立番町小学校
- 静岡市立新通小学校
- 静岡市立駒形小学校
- 静岡市立安西小学校
- 静岡市立田町小学校
- 静岡市立井宮小学校
- 静岡市立井宮北小学校
- 静岡市立安倍口小学校
- 静岡市立美和小学校
- 静岡市立足久保小学校
- 静岡市立伝馬町小学校
- 静岡市立葵小学校
- 静岡市立横内小学校
- 静岡市立安東小学校
- 静岡市立竜南小学校
- 静岡市立城北小学校
- 静岡市立千代田小学校
- 静岡市立千代田東小学校
- 静岡市立北沼上小学校
- 静岡市立麻機小学校
- 静岡市立西奈小学校
- 静岡市立西奈南小学校
- 静岡市立賤機南小学校
- 静岡市立賤機中小学校
- 静岡市立賤機北小学校
- 静岡市立松野小学校
- 静岡市立大河内小中学校[2]
- 静岡市立梅ケ島小中学校[2]
- 静岡市立玉川小学校
- 静岡市立井川小中学校[2]
- 静岡市立服織小学校
- 静岡市立服織西小学校
- 静岡市立南藁科小学校
- 静岡市立中藁科小学校
- 静岡市立峰山小学校
- 静岡市立大川小中学校[2]

#### 駿河区
- 静岡市立中田小学校
- 静岡市立中島小学校
- 静岡市立大里東小学校
- 静岡市立大里西小学校
- 静岡市立大谷小学校
- 静岡市立久能小学校
- 静岡市立宮竹小学校
- 静岡市立森下小学校
- 静岡市立東豊田小学校
- 静岡市立西豊田小学校
- 静岡市立富士見小学校
- 静岡市立南部小学校
- 静岡市立東源台小学校
- 静岡市立長田西小学校
- 静岡市立長田南小学校
- 静岡市立長田東小学校
- 静岡市立長田北小学校
- 静岡市立川原小学校

#### 清水区
- 静岡市立清水入江小学校
- 静岡市立清水浜田小学校
- 静岡市立清水岡小学校
- 静岡市立清水船越小学校
- 静岡市立清水有度第一小学校
- 静岡市立清水有度第二小学校
- 静岡市立清水小学校
- 静岡市立清水不二見小学校
- 静岡市立清水駒越小学校
- 静岡市立清水三保第一小学校
- 静岡市立清水三保第二小学校
- 静岡市立清水辻小学校
- 静岡市立清水江尻小学校
- 静岡市立清水飯田小学校
- 静岡市立清水飯田東小学校
- 静岡市立清水高部小学校
- 静岡市立清水高部東小学校
- 静岡市立清水袖師小学校
- 静岡市立清水庵原小学校
- 静岡市立清水興津小学校
- 静岡市立清水小島小学校
- 静岡市立清水小河内小学校
- 静岡市立清水宍原小学校
- 静岡市立清水中河内小学校
- 静岡市立清水和田島小学校
- 静岡市立蒲原西小学校
- 静岡市立蒲原東小学校
- 静岡市立由比小学校
- 静岡市立由比北小学校

### 浜松市

#### 中央区
- 浜松市立中部小学校（浜松中部学園）
- 浜松市立西小学校
- 浜松市立東小学校
- 浜松市立県居小学校
- 浜松市立相生小学校
- 浜松市立竜禅寺小学校
- 浜松市立追分小学校
- 浜松市立佐藤小学校
- 浜松市立広沢小学校
- 浜松市立曳馬小学校
- 浜松市立萩丘小学校
- 浜松市立富塚小学校
- 浜松市立浅間小学校
- 浜松市立上島小学校
- 浜松市立鴨江小学校
- 浜松市立船越小学校
- 浜松市立城北小学校
- 浜松市立花川小学校
- 浜松市立葵が丘小学校
- 浜松市立泉小学校
- 浜松市立佐鳴台小学校
- 浜松市立瑞穂小学校
- 浜松市立富塚西小学校
- 浜松市立葵西小学校
- 浜松市立双葉小学校
- 浜松市立蒲小学校
- 浜松市立和田小学校
- 浜松市立与進小学校
- 浜松市立豊西小学校
- 浜松市立笠井小学校
- 浜松市立中ノ町小学校
- 浜松市立積志小学校
- 浜松市立大瀬小学校
- 浜松市立中郡小学校
- 浜松市立与進北小学校
- 浜松市立有玉小学校
  - 浜松市立有玉小学校萩原分校
- 浜松市立和田東小学校
- 浜松市立神久呂小学校
- 浜松市立入野小学校
- 浜松市立伊佐見小学校
- 浜松市立和地小学校
- 浜松市立篠原小学校
- 浜松市立庄内小学校
- 浜松市立村櫛小学校
- 浜松市立西都台小学校
- 浜松市立大平台小学校
- 浜松市立舞阪小学校
- 浜松市立雄踏小学校
- 浜松市立白脇小学校
- 浜松市立新津小学校
- 浜松市立河輪小学校
- 浜松市立砂丘小学校
- 浜松市立芳川小学校
- 浜松市立飯田小学校
- 浜松市立芳川北小学校
- 浜松市立可美小学校
- 浜松市立南の星小学校
- 浜松市立三方原小学校
- 浜松市立豊岡小学校
- 浜松市立初生小学校

#### 浜名区
- 浜松市立浜名小学校
- 浜松市立北浜小学校
- 浜松市立北浜東小学校
- 浜松市立中瀬小学校
- 浜松市立赤佐小学校
- 浜松市立麁玉小学校
- 浜松市立新原小学校
- 浜松市立北浜北小学校
- 浜松市立内野小学校
- 浜松市立北浜南小学校
- 浜松市立伎倍小学校
- 浜松市立都田小学校
- 浜松市立都田南小学校
- 浜松市立気賀小学校
- 浜松市立西気賀小学校
- 浜松市立伊目小学校
- 浜松市立中川小学校
- 浜松市立井伊谷小学校
- 浜松市立金指小学校
- 浜松市立奥山小学校
- 浜松市立三ヶ日東小学校
- 浜松市立三ヶ日西小学校
- 浜松市立平山小学校
- 浜松市立尾奈小学校
- 浜松市立引佐北部小学校

#### 天竜区
- 浜松市立二俣小学校
- 浜松市立光明小学校
- 浜松市立上阿多古小学校
- 浜松市立下阿多古小学校
- 浜松市立熊小学校
- 浜松市立横山小学校
- 浜松市立犬居小学校
- 浜松市立気田小学校
- 浜松市立佐久間小学校
- 浜松市立水窪小学校

### 沼津市
- 沼津市立愛鷹小学校
- 沼津市立今沢小学校
- 沼津市立浮島小学校
- 沼津市立大岡小学校
- 沼津市立大岡南小学校
- 沼津市立大平小学校
- 沼津市立開北小学校
- 沼津市立片浜小学校
- 沼津市立門池小学校
- 沼津市立金岡小学校
- 沼津市立香貫小学校
- 沼津市立沢田小学校
- 沼津市立静浦小中一貫学校
- 沼津市立千本小学校
- 沼津市立第一小学校
- 沼津市立第二小学校
- 沼津市立第三小学校
- 沼津市立第四小学校
- 沼津市立第五小学校
- 沼津市立原小学校
- 沼津市立原東小学校
- 沼津市立戸田小中一貫学校
- 沼津市立長井崎小中一貫学校

### 熱海市
- 熱海市立伊豆山小学校
- 熱海市立桃山小学校
- 熱海市立第一小学校
- 熱海市立第二小学校
- 熱海市立多賀小学校
- 熱海市立網代小学校
- 熱海市立泉小学校
- 熱海市立初島小学校

### 三島市
- 三島市立東小学校
- 三島市立西小学校
- 三島市立南小学校
- 三島市立北小学校
- 三島市立錦田小学校
- 三島市立徳倉小学校
- 三島市立坂小学校
- 三島市立佐野小学校
- 三島市立中郷小学校
- 三島市立沢地小学校
- 三島市立向山小学校
- 三島市立北上小学校
- 三島市立山田小学校
- 三島市立長伏小学校

### 富士宮市
- 富士宮市立東小学校
- 富士宮市立黒田小学校
- 富士宮市立大宮小学校
- 富士宮市立貴船小学校
- 富士宮市立富丘小学校
- 富士宮市立西小学校
- 富士宮市立大富士小学校
- 富士宮市立富士根南小学校
- 富士宮市立富士根北小学校
  - 富士宮市立富士根北小学校粟倉分校
- 富士宮市立北山小学校
- 富士宮市立山宮小学校
- 富士宮市立上井出小学校
- 富士宮市立人穴小学校
- 富士宮市立井之頭小学校
  - 富士宮市立井之頭小学校根原分校
- 富士宮市立白糸小学校
- 富士宮市立上野小学校
- 富士宮市立富士見小学校
- 富士宮市立内房小学校
- 富士宮市立芝富小学校
- 富士宮市立柚野小学校
- 富士宮市立稲子小学校

### 伊東市
- 伊東市立池小学校
- 伊東市立伊東小学校
- 伊東市立宇佐美小学校
- 伊東市立大池小学校
- 伊東市立富戸小学校
- 伊東市立南小学校
- 伊東市立八幡野小学校

### 島田市
- 島田市立島田第一小学校
- 島田市立島田第二小学校
- 島田市立島田第三小学校
- 島田市立島田第四小学校
- 島田市立島田第五小学校
- 島田市立六合小学校
- 島田市立六合東小学校
- 島田市立大津小学校
- 島田市立初倉小学校
- 島田市立湯日小学校
- 島田市立初倉南小学校
- 島田市立金谷小学校
- 島田市立五和小学校
- 島田市立川根小学校

### 富士市
- 富士市立青葉台小学校
- 富士市立今泉小学校
- 富士市立岩松小学校
- 富士市立岩松北小学校
- 富士市立大淵第一小学校
- 富士市立大淵第二小学校
- 富士市立丘小学校
- 富士市立神戸小学校
- 富士市立須津小学校
- 富士市立鷹岡小学校
- 富士市立田子浦小学校
- 富士市立伝法小学校
- 富士市立天間小学校
- 富士市立原田小学校
- 富士市立東小学校
- 富士市立広見小学校
- 富士市立富士第一小学校
- 富士市立富士第二小学校
- 富士市立富士中央小学校
- 富士市立富士見台小学校
- 富士市立富士南小学校
- 富士市立元吉原小学校
- 富士市立吉原小学校
- 富士市立吉永第一小学校
- 富士市立吉永第二小学校
- 富士市立富士川第一小学校
- 富士川第二小中一貫校 松野学園

### 磐田市
- 磐田市立磐田北小学校
- 磐田市立磐田中部小学校
- 磐田市立磐田西小学校
- 磐田市立磐田南小学校
- 磐田市立東部小学校
- 磐田市立大藤小学校
- 磐田市立向笠小学校
- 磐田市立長野小学校
- 磐田市立岩田小学校
- 磐田市立田原小学校
- 磐田市立富士見小学校
- 磐田市立福田小学校
- 磐田市立豊浜小学校
- 磐田市立竜洋東小学校
- 磐田市立竜洋西小学校
- 磐田市立竜洋北小学校
- 磐田市立豊田南小学校
- 磐田市立豊田北部小学校
- 磐田市立青城小学校
- 磐田市立豊田東小学校
- 磐田市立豊岡南小学校
- 磐田市立豊岡北小学校

### 焼津市
- 焼津市立焼津東小学校
- 焼津市立焼津西小学校
- 焼津市立焼津南小学校
- 焼津市立豊田小学校
- 焼津市立小川小学校
- 焼津市立東益津小学校
- 焼津市立大富小学校
- 焼津市立和田小学校
- 焼津市立港小学校
- 焼津市立黒石小学校
- 焼津市立大井川東小学校
- 焼津市立大井川西小学校
- 焼津市立大井川南小学校

### 掛川市
- 掛川市立中央小学校
- 掛川市立第一小学校
- 掛川市立第二小学校
- 掛川市立城北小学校
- 掛川市立倉真小学校
- 掛川市立西郷小学校
- 掛川市立西山口小学校
- 掛川市立東山口小学校
- 掛川市立日坂小学校
- 掛川市立曽我小学校
- 掛川市立桜木小学校
- 掛川市立和田岡小学校
- 掛川市立原谷小学校
- 掛川市立原田小学校
- 掛川市立上内田小学校
- 掛川市立大坂小学校
- 掛川市立千浜小学校
- 掛川市立土方小学校
- 掛川市立中小学校
- 掛川市立佐束小学校
- 掛川市立横須賀小学校
- 掛川市立大渕小学校

### 藤枝市
- 藤枝市立藤枝小学校
- 藤枝市立藤枝中央小学校
- 藤枝市立西益津小学校
- 藤枝市立青島小学校
- 藤枝市立青島東小学校
- 藤枝市立岡部小学校
- 藤枝市立青島北小学校
- 藤枝市立葉梨小学校
- 藤枝市立葉梨西北小学校
- 藤枝市立高洲小学校
- 藤枝市立高洲南小学校
- 藤枝市立朝比奈第一小学校
- 藤枝市立大洲小学校
- 藤枝市立稲葉小学校
- 藤枝市立瀬戸谷小学校
- 藤枝市立広幡小学校
- 藤枝市立藤岡小学校

### 御殿場市
- 御殿場市立御殿場小学校
- 御殿場市立東小学校
- 御殿場市立御殿場南小学校
- 御殿場市立富士岡小学校
- 御殿場市立神山小学校
- 御殿場市立原里小学校
- 御殿場市立朝日小学校
- 御殿場市立玉穂小学校
- 御殿場市立印野小学校
- 御殿場市立高根小学校
  - 御殿場市立高根小学校上小林分校

### 袋井市
- 袋井市立袋井東小学校
- 袋井市立袋井西小学校
- 袋井市立袋井南小学校
- 袋井市立袋井北小学校
- 袋井市立山名小学校
- 袋井市立今井小学校
- 袋井市立三川小学校
- 袋井市立笠原小学校
- 袋井市立高南小学校
- 袋井市立浅羽東小学校
- 袋井市立浅羽南小学校
- 袋井市立浅羽北小学校

### 下田市
- 下田市立下田小学校
- 下田市立朝日小学校
- 下田市立稲梓小学校
- 下田市立稲生沢小学校
- 下田市立大賀茂小学校
- 下田市立白浜小学校
- 下田市立浜崎小学校

### 裾野市
- 裾野市立東小学校
- 裾野市立向田小学校
- 裾野市立西小学校
- 裾野市立深良小学校
- 裾野市立富岡第一小学校
- 裾野市立富岡第二小学校
- 裾野市立千福が丘小学校
- 裾野市立須山小学校
- 裾野市立南小学校

### 湖西市
- 湖西市立岡崎小学校
- 湖西市立白須賀小学校
- 湖西市立知波田小学校
- 湖西市立東小学校
- 湖西市立鷲津小学校
- 湖西市立新居小学校

### 伊豆市
- 伊豆市立中伊豆小学校
- 伊豆市立天城小学校
- 伊豆市立熊坂小学校
- 伊豆市立修善寺東小学校
- 伊豆市立修善寺南小学校
- 伊豆市立修善寺小学校
- 伊豆市立土肥小中一貫校[3]

### 御前崎市
- 御前崎市立第一小学校
- 御前崎市立浜岡東小学校
- 御前崎市立浜岡北小学校
- 御前崎市立白羽小学校
- 御前崎市立御前崎小学校

### 菊川市
- 菊川市立堀之内小学校
- 菊川市立六郷小学校
- 菊川市立加茂小学校
- 菊川市立内田小学校
- 菊川市立横地小学校
- 菊川市立河城小学校
- 菊川市立小笠北小学校
- 菊川市立小笠東小学校
- 菊川市立小笠南小学校

### 伊豆の国市
- 伊豆の国市立長岡北小学校
- 伊豆の国市立長岡南小学校
- 伊豆の国市立大仁小学校
- 伊豆の国市立大仁北小学校
- 伊豆の国市立韮山小学校
- 伊豆の国市立韮山南小学校

### 牧之原市

#### 組合立小学校
- 牧之原市菊川市学校組合立牧之原小学校

#### 市立小学校
- 牧之原市立相良小学校
- 牧之原市立菅山小学校
- 牧之原市立地頭方小学校
- 牧之原市立萩間小学校
- 牧之原市立川崎小学校
- 牧之原市立細江小学校
- 牧之原市立勝間田小学校
- 牧之原市立坂部小学校

### 賀茂郡
- 東伊豆町立熱川小学校
- 東伊豆町立稲取小学校
- 河津町立西小学校
- 河津町立東小学校
- 河津町立南小学校
- 南伊豆町立南伊豆東小学校
- 南伊豆町立南上小学校
- 南伊豆町立南中小学校
- 松崎町立松崎小学校
- 西伊豆町立賀茂小学校
- 西伊豆町立仁科小学校

### 田方郡
- 函南町立函南小学校
- 函南町立桑村小学校
- 函南町立西小学校
- 函南町立丹那小学校
- 函南町立東小学校

### 駿東郡
- 清水町立清水小学校
- 清水町立南小学校
- 清水町立西小学校
- 長泉町立長泉小学校
- 長泉町立北小学校
- 長泉町立南小学校
- 小山町立北郷小学校
- 小山町立明倫小学校
- 小山町立成美小学校
- 小山町立須走小学校
- 小山町立足柄小学校

### 榛原郡
- 吉田町立住吉小学校
- 吉田町立中央小学校
- 吉田町立自彊小学校
- 川根本町立三ツ星学園[3]
- 川根本町立光の森学園[3]

### 周智郡
- 森町立三倉小学校
- 森町立天方小学校
- 森町立森小学校
- 森町立宮園小学校
- 森町立飯田小学校

## 私立小学校
- 常葉大学教育学部附属橘小学校
- 東海大学付属小学校
- 静岡サレジオ小学校
- 加藤学園暁秀初等学校
- 聖隷クリストファー小学校